# Kvalspelet till Europamästerskapet i futsal 1999
Kvalspelet till Europamästerskapet i futsal 1999 spelades mellan den 7 november och 8 december 1998. 24 länder tävlade om 7 platser, Spanien var direktkvalificerat till mästerskapet som värdland och behövde ej deltaga i kvalspelet. 

## Grupper

### Grupp 1
Matcherna spelades i Moskva, Ryssland.
| Nr | Lag       | S | V | O | F | GM | IM | MS  | P |
| -- | --------- | - | - | - | - | -- | -- | --- | - |
| 1  | Ryssland  | 2 | 2 | 0 | 0 | 31 | 0  | +31 | 6 |
| 2  | Slovenien | 2 | 1 | 0 | 1 | 9  | 9  | 0   | 3 |
| 3  | Grekland  | 2 | 0 | 0 | 2 | 2  | 33 | −31 | 0 |

| Hemma \ Borta | Grekland | Ryssland | Slovenien |
| Grekland      | —        | —        | —         |
| Ryssland      | 24–0     | —        | 7–0       |
| Slovenien     | 9–2      | —        | —         |

### Grupp 2
Matcherna spelades i Beyne, Belgien.
| Nr | Lag          | S | V | O | F | GM | IM | MS | P |
| -- | ------------ | - | - | - | - | -- | -- | -- | - |
| 1  | Belgien      | 2 | 1 | 1 | 0 | 7  | 6  | +1 | 4 |
| 2  | Azerbajdzjan | 2 | 0 | 2 | 0 | 4  | 4  | 0  | 2 |
| 3  | Lettland     | 2 | 0 | 1 | 1 | 3  | 3  | 0  | 1 |

| Hemma \ Borta | Azerbajdzjan | Belgien | Lettland |
| Azerbajdzjan  | —            | 4–4     | —        |
| Belgien       | —            | —       | 3–2      |
| Lettland      | 0–0          | —       | —        |

### Grupp 3
Matcherna spelades i Leek, Nederländerna.
| Nr | Lag           | S | V | O | F | GM | IM | MS  | P |
| -- | ------------- | - | - | - | - | -- | -- | --- | - |
| 1  | Nederländerna | 2 | 2 | 0 | 0 | 17 | 1  | +16 | 6 |
| 2  | Finland       | 2 | 1 | 0 | 1 | 3  | 13 | −10 | 3 |
| 3  | Cypern        | 2 | 0 | 0 | 2 | 3  | 9  | −6  | 0 |

| Hemma \ Borta | Cypern | Finland | Nederländerna |
| Cypern        | —      | —       | —             |
| Finland       | 3–2    | —       | —             |
| Nederländerna | 6–1    | 11–0    | —             |

### Grupp 4
Matcherna spelades i Brno, Tjeckien.
| Nr | Lag                    | S | V | O | F | GM | IM | MS | P |
| -- | ---------------------- | - | - | - | - | -- | -- | -- | - |
| 1  | Serbien och Montenegro | 2 | 2 | 0 | 0 | 8  | 5  | +3 | 6 |
| 2  | Tjeckien               | 2 | 1 | 0 | 1 | 7  | 7  | 0  | 3 |
| 3  | Ungern                 | 2 | 0 | 0 | 2 | 5  | 8  | −3 | 0 |

| Hemma \ Borta          | Serbien och Montenegro | Tjeckien | Ungern |
| Serbien och Montenegro | —                      | 4–3      | 4–2    |
| Tjeckien               | —                      | —        | 4–3    |
| Ungern                 | —                      | —        | —      |

### Grupp 5
Matcherna spelades i Dubrovnik, Kroatien.
| Nr | Lag       | S | V | O | F | GM | IM | MS  | P |
| -- | --------- | - | - | - | - | -- | -- | --- | - |
| 1  | Kroatien  | 3 | 2 | 1 | 0 | 22 | 9  | +13 | 7 |
| 2  | Polen     | 3 | 1 | 2 | 0 | 23 | 15 | +8  | 5 |
| 3  | Andorra   | 3 | 1 | 1 | 1 | 10 | 9  | +1  | 4 |
| 4  | Slovakien | 3 | 0 | 0 | 3 | 10 | 32 | −22 | 0 |

| Hemma \ Borta | Andorra | Kroatien | Polen | Slovakien |
| Andorra       | —       | —        | 3–3   | 6–4       |
| Kroatien      | 2–1     | —        | —     | 13–1      |
| Polen         | —       | 7–7      | —     | 13–5      |
| Slovakien     | —       | —        | —     | —         |

### Grupp 6
Matcherna spelades i Reggio di Calabria, Italien.
| Nr | Lag       | S | V | O | F | GM | IM | MS  | P |
| -- | --------- | - | - | - | - | -- | -- | --- | - |
| 1  | Italien   | 3 | 3 | 0 | 0 | 18 | 4  | +14 | 9 |
| 2  | Georgien  | 3 | 2 | 0 | 1 | 15 | 13 | +2  | 6 |
| 3  | Belarus   | 3 | 1 | 0 | 2 | 12 | 14 | −2  | 3 |
| 4  | Frankrike | 3 | 0 | 0 | 3 | 8  | 22 | −14 | 0 |

| Hemma \ Borta | Frankrike | Georgien | Italien | Belarus |
| Frankrike     | —         | —        | —       | —       |
| Georgien      | 8–4       | —        | —       | 5–4     |
| Italien       | 8–0       | 5–2      | —       | 5–2     |
| Belarus       | 6–4       | —        | —       | —       |

### Grupp 7
Matcherna spelades Figueira da Foz, Portugal.
| Nr | Lag                     | S | V | O | F | GM | IM | MS  | P |
| -- | ----------------------- | - | - | - | - | -- | -- | --- | - |
| 1  | Portugal                | 3 | 3 | 0 | 0 | 15 | 3  | +12 | 9 |
| 2  | Ukraina                 | 3 | 2 | 0 | 1 | 11 | 3  | +8  | 6 |
| 3  | Bosnien och Hercegovina | 3 | 1 | 0 | 2 | 6  | 10 | −4  | 3 |
| 4  | Israel                  | 3 | 0 | 0 | 3 | 3  | 19 | −16 | 0 |

| Hemma \ Borta           | Bosnien och Hercegovina | Israel | Portugal | Ukraina |
| Bosnien och Hercegovina | —                       | 5–1    | —        | —       |
| Israel                  | —                       | —      | —        | —       |
| Portugal                | 5–1                     | 8–1    | —        | 2–1     |
| Ukraina                 | 4–0                     | 6–1    | —        | —       |